# Фонтанези, Кьяра
Кьяра Фонтанези (итал. Kiara Fontanesi; род. 10 марта 1994, Парма, Италия) — итальянская мотогонщица. Шестикратная чемпионка мира по мотокроссу среди женщин.

## Биография
Кьяра впервые села на мотоцикл в три года, первой моделью стал Yamaha PW50. В детстве была активным ребенком, поэтому вместе с братом начала занималась мотокроссом. В детстве она занималась художественной гимнастикой, но желание ездить и прыгать по горкам оказалось сильнее. Сначала Кьяра выступала в национальных соревнованиях, 4 раза выиграв чемпионат Италии.
В 2007 году отправилась покорять США.
В 2009 году Фонтанези дебютировала в чемпионате мира по мотокроссу среди женщин с командой «8fontaMXracing». В дебютном сезоне одержала свою первую победу в серии. С тех пор Кьяра стала настоящей грозой женского мотокросса.
В 2012 году Фонтанези доминировала в чемпионате WMX, выступая на мотоцикле Yamaha YZ250F YRRD (Yamaha Rinaldi Research and Development). Итальянская гонщица выиграла пять из восьми этапов, завоевав первый титул, как для Италии, так и для Yamaha.
В трех следующих сезонах доминирование Фонтанези в мировом женском мотокроссе продолжилось.